# Terebripora miniatura
Terebripora miniatura är en mossdjursart som beskrevs av Pohowsky 1978. Terebripora miniatura ingår i släktet Terebripora och familjen Terebriporidae. Inga underarter finns listade i Catalogue of Life.